# Campionato italiano 1987-1988 (hockey su pista femminile)
| Indice Formula del campionato · Squadre partecipanti Qualificazioni · Girone 1 · Girone 2 · Girone 3 Finali · Note · Fonti e bibliografia · Voci correlate |

Il campionato 1987-88 fu la 2ª edizione del campionato italiano di hockey su pista femminile.

## Formula del campionato
Le 14 società iscritte al campionato furono divise in 3 gironi con i necessari criteri di viciniorità perché non tutte le regioni italiane erano rappresentate.

Le classifiche furono compilate tenendo conto della differenza reti generale a parità di punti conseguiti.

In caso di ulteriore parità si tenne conto degli scontri diretti e relativo quoziente reti (articolo 11 del Regolamento Gare e Campionati FIHP).

Le squadre vincenti i gironi di qualificazione disputarono le finali sul campo neutro di Biassono (MI) il 30 maggio e 1º giugno 1988.

Parteciparono al campionato solo ragazze che avevano compiuto almeno 14 anni.

Le gare furono disputate su 2 tempi regolamentari di 20' effettivi con un intervallo di 10'.

## Squadre partecipanti
Girone 1
| Club                                | Città                      |
| ----------------------------------- | -------------------------- |
| Elektrolume Bassano Hockey          | Bassano del Grappa (VI)    |
| H.C. Diavoli Biancorossi            | Vicenza (VI)               |
| Dopolavoro Ferroviario              | Trieste (TS)               |
| Club H.P. Montebello American Denim | Montebello Vicentino (VI)  |
| H.C. Montecchio Precalcino          | Montecchio Precalcino (VI) |
| Hockey Rollen Latus Pordenone       | Pordenone (PN)             |

Girone 2
| Club                               | Città                |
| ---------------------------------- | -------------------- |
| H.C. Forte dei Marmi               | Forte dei Marmi (LU) |
| Consorzio Gorgonzola Hockey Novara | Novara (NO)          |
| Roller S.C. Libertas Genzano       | Genzano di Roma (RM) |
| Hockey Viareggio                   | Viareggio (LU)       |

Girone 3
| Club                               | Città         |
| ---------------------------------- | ------------- |
| Amatori Pattinaggio Matera         | Matera (MT)   |
| S.S. Hockey e Pattinaggio Monopoli | Monopoli (BA) |
| Skaters' Club Molfetta             | Molfetta (BA) |
| H.C. Salerno                       | Salerno (SA)  |

## Qualificazioni

### Girone 1

#### Classifica
|  | Pos. | Squadra             | Pt | G  | V  | N | P | GF | GS | DR  |
|  | ---- | ------------------- | -- | -- | -- | - | - | -- | -- | --- |
|  | 1.   | Rollen Pordenone    | 20 | 10 | 10 | 0 | 0 | 47 | 8  | +39 |
|  | 2.   | Elektrolume Bassano | 12 | 10 | 5  | 2 | 3 | 28 | 15 | +13 |
|  | 3.   | Denim Montebello    | 12 | 10 | 4  | 4 | 2 | 16 | 11 | +5  |
|  | 4.   | Montecchio Prec.    | 10 | 10 | 4  | 2 | 4 | 22 | 19 | +3  |
|  | 5.   | Ferroviario         | 4  | 10 | 1  | 2 | 7 | 11 | 30 | -19 |
|  | 6.   | Diavoli Biancorossi | 1  | 10 | 0  | 2 | 8 | 4  | 45 | -41 |

Verdetti
- Il Rollen Latus Pordenone è qualificato al girone di finale.
- Diavoli Biancorossi penalizzati di 1 punto per 1 rinuncia.

#### Tabellone
|                     | BASS  | DIAV  | FERR  | MTEB  | MTEC  | ROLL  |
| ------------------- | ----- | ----- | ----- | ----- | ----- | ----- |
| Bassano             | ––-–– | -     | -     | -     | -     | -     |
| Diavoli Biancorossi | -     | ––-–– | -     | -     | -     | -     |
| Ferroviario         | -     | -     | ––-–– | -     | -     | -     |
| Montebello          | -     | -     | -     | ––-–– | -     | -     |
| Montecchio Prec.    | -     | -     | -     | -     | ––-–– | -     |
| Rollen Pordenone    | -     | -     | -     | -     | -     | ––-–– |

#### Calendario
| Andata (1ª) | Andata (1ª) | 1ª giornata                 | Ritorno (6ª) | Ritorno (6ª) |
|             |             |                             |              |              |
| 7 feb. 1988 | 0-5         | Diavoli Biancorossi-Bassano | _-_          | 13 mar. 1988 |
| 7 feb. 1988 | 1-3         | Montebello-R.Pordenone      | 0-4          | 13 mar. 1988 |
| 7 feb. 1988 | _-_         | Ferroviario-Montecchio P.   | _-_          | 13 mar. 1988 |

| Andata (2ª)  | Andata (2ª) | 2ª giornata             | Ritorno (7ª) | Ritorno (7ª) |
|              |             |                         |              |              |
| 14 feb. 1988 | 1-1         | Montecchio-Montebello   | 1-3          | 20 mar. 1988 |
| 14 feb. 1988 | 3-2         | Bassano-Ferroviario     | 2-0          | 20 mar. 1988 |
| 14 feb. 1988 | 10-0        | Rollen Pn-D.Biancorossi | 2-0          | 20 mar. 1988 |

| Andata (3ª)  | Andata (3ª) | 3ª giornata              | Ritorno (8ª) | Ritorno (8ª) |
|              |             |                          |              |              |
| 21 feb. 1988 | 1-5         | D.Biancorossi-Montecchio | _-_          | 27 mar. 1988 |
| 21 feb. 1988 | 1-5         | Bassano-R.Pordenone      | 2-3          | 27 mar. 1988 |
| 21 feb. 1988 | 0-1         | Ferroviario-Montebello   | _-_          | 27 mar. 1988 |

| Andata (4ª)  | Andata (4ª) | 4ª giornata              | Ritorno (9ª) | Ritorno (9ª) |
|              |             |                          |              |              |
| 28 feb. 1988 | 1-3         | Montecchio P.-Bassano    | _-_          | 10 apr. 1988 |
| 28 feb. 1988 | 1-1         | Montebello-D.Biancorossi | _-_          | 10 apr. 1988 |
| 28 feb. 1988 | 1-8         | Ferroviario-R.Pordenone  | _-_          | 10 apr. 1988 |

| Andata (5ª) | Andata (5ª) | 5ª giornata               | Ritorno (10ª) | Ritorno (10ª) |
|             |             |                           |               |               |
| 6 mar. 1988 | 2-2         | D.Biancorossi-Ferroviario | 0-2           | 17 apr. 1988  |
| 6 mar. 1988 | 1-1         | Bassano-Montebello        | 0-0           | 17 apr. 1988  |
| 6 mar. 1988 | 0-4         | Montecchio-R.Pordenone    | 1-3           | 17 apr. 1988  |

### Girone 2

#### Classifica
|  | Pos. | Squadra          | Pt | G | V | N | P | GF | GS | DR  |
|  | ---- | ---------------- | -- | - | - | - | - | -- | -- | --- |
|  | 1.   | Forte dei Marmi  | 12 | 6 | 6 | 0 | 0 | 24 | 3  | +21 |
|  | 2.   | Novara           | 7  | 6 | 3 | 1 | 2 | 15 | 13 | +2  |
|  | 3.   | Libertas Genzano | 4  | 6 | 2 | 0 | 4 | 3  | 10 | +7  |
|  | 4.   | Viareggio        | 1  | 6 | 0 | 1 | 5 | 5  | 21 | -16 |

Verdetti
- Il Forte dei Marmi è qualificato al girone di finale.

#### Tabellone
|                  | FORT  | NOVA  | ROLL  | VIAR  |
| ---------------- | ----- | ----- | ----- | ----- |
| Forte dei Marmi  | ––-–– | -     | -     | -     |
| Novara           | -     | ––-–– | -     | -     |
| Roller L.Genzano | -     | -     | ––-–– | -     |
| Viareggio        | -     | -     | -     | ––-–– |

#### Calendario
| Andata (1ª) | Andata (1ª) | 1ª giornata | Ritorno (4ª) | Ritorno (4ª) |
|             |             |             |              |              |
| 6 mar. 1988 | _-_         | -           | _-_          | 27 mar. 1988 |
| 6 mar. 1988 | _-_         | -           | _-_          | 27 mar. 1988 |

| Andata (2ª)  | Andata (2ª) | 2ª giornata | Ritorno (5ª) | Ritorno (5ª) |
|              |             |             |              |              |
| 13 mar. 1988 | _-_         | -           | _-_          | 10 apr. 1988 |
| 13 mar. 1988 | _-_         | -           | _-_          | 10 apr. 1988 |

| Andata (3ª)  | Andata (3ª) | 3ª giornata | Ritorno (6ª) | Ritorno (6ª) |
|              |             |             |              |              |
| 20 mar. 1988 | _-_         | -           | _-_          | 17 apr. 1988 |
| 20 mar. 1988 | _-_         | -           | _-_          | 17 apr. 1988 |

### Girone 3

#### Classifica
|  | Pos. | Squadra           | Pt | G | V | N | P | GF | GS | DR  |
|  | ---- | ----------------- | -- | - | - | - | - | -- | -- | --- |
|  | 1.   | Skaters' Molfetta | 8  | 4 | 4 | 0 | 0 | 49 | 1  | +48 |
|  | 2.   | Monopoli          | 3  | 4 | 1 | 1 | 2 | 2  | 24 | -22 |
|  | 3.   | Amatori Matera    | 1  | 4 | 0 | 1 | 3 | 2  | 28 | +1  |

Verdetti
- Lo Skaters' Club Molfetta è qualificato al girone di finale.

#### Tabellone
|                   | MATE  | MONO  | SKAT  | SALE  |
| ----------------- | ----- | ----- | ----- | ----- |
| Matera            | ––-–– | -     | -     | -     |
| Monopoli          | -     | ––-–– | -     | -     |
| Skaters' Molfetta | -     | -     | ––-–– | -     |
| Salerno           | -     | -     | -     | ––-–– |

#### Calendario
| Andata (1ª) | Andata (1ª) | 1ª giornata | Ritorno (4ª) | Ritorno (4ª) |
|             |             |             |              |              |
| 6 mar. 1988 | _-_         | -           | _-_          | 27 mar. 1988 |
| 6 mar. 1988 | _-_         | -           | _-_          | 27 mar. 1988 |

| Andata (2ª)  | Andata (2ª) | 2ª giornata | Ritorno (5ª) | Ritorno (5ª) |
|              |             |             |              |              |
| 13 mar. 1988 | _-_         | -           | _-_          | 10 apr. 1988 |
| 13 mar. 1988 | _-_         | -           | _-_          | 10 apr. 1988 |

| Andata (3ª)  | Andata (3ª) | 3ª giornata | Ritorno (6ª) | Ritorno (6ª) |
|              |             |             |              |              |
| 20 mar. 1988 | _-_         | -           | _-_          | 17 apr. 1988 |
| 20 mar. 1988 | _-_         | -           | _-_          | 17 apr. 1988 |

## Finali
Tutti gli incontri furono disputati sulla pista di Biassono (campo del Beretta Salumi H.C. Monza):
|                   | Risultati |                   | Luogo e data                      |  |
| ----------------- | --------- | ----------------- | --------------------------------- |  |
| Rollen Pordenone  | 4-0       | Forte dei Marmi   | Biassono, sabato 30 maggio 1988   |  |
| Denim Montebello  | 2-3       | Skaters' Molfetta | Biassono, sabato 30 maggio 1988   |  |
| Rollen Pordenone  | 2-1       | Denim Montebello  | Biassono, sabato 30 maggio 1988   |  |
| Forte dei Marmi   | 1-6       | Skaters' Molfetta | Biassono, sabato 30 maggio 1988   |  |
| Skaters' Molfetta | 1-1       | Rollen Pordenone  | Biassono, domenica 1º giugno 1988 |  |
| Forte dei Marmi   | 0-3       | Denim Montebello  | Biassono, domenica 1º giugno 1988 |  |
|                   |           |                   |                                   |  |

### Classifica
|  | Pos. | Squadra           | Pt | G | V | N | P | GF | GS | DR  |
|  | ---- | ----------------- | -- | - | - | - | - | -- | -- | --- |
|  | 1.   | Skaters' Molfetta | 5  | 3 | 2 | 1 | 0 | 10 | 4  | +6  |
|  | 2.   | Rollen Pordenone  | 5  | 3 | 2 | 1 | 0 | 7  | 2  | +5  |
|  | 3.   | Denim Montebello  | 2  | 3 | 1 | 0 | 2 | 6  | 5  | +1  |
|  | 4.   | Forte dei Marmi   | 0  | 3 | 0 | 0 | 3 | 1  | 13 | -12 |

Verdetti
- Skaters' Club Molfetta Campione d'Italia 1987-88.

Squadra Campione:

Skaters' Club Molfetta: ? Allenatore: ?.